# Lux Perpetua
Lux Perpetua je historický fantasy román polského spisovatele Andrzeje Sapkowského. Kniha vypráví příběh slezského rytíře Reinmara z Bělavy. Spolu s předchozími dvěma díly Narrenturm a Boží bojovníci tvoří tento román tzv. Husitskou trilogii, která je známá též jako Sága o Reinmarovi z Bělavy. V knize, jejíž děj se odehrává na konci 20. let a počátku 30. let 15. století, se mísí prvky historického románu a fantasy.

## Děj
Děj knihy Lux Perpetua uzavírá celou Sapkowského trilogii a navazuje na předcházející dva díly jeho Husitské trilogie, Narrenturm a Boží bojovníci. Čtenář naposledy sleduje dobrodružství hlavního hrdiny celého příběhu, slezského šlechtice, lékaře a mága Reinmara z Bělavy.
V neustávajícím konfliktu mezi husity a katolíky se husitský špeh a informátor Reinmar dostal do velmi nebezpečnějšího postavení. Nejen, že jej nadále pronásledovala inkvizice a lidé vratislavského biskupa Konráda, který jej navíc veřejně exkomunikoval. Příliš dobře informovanému špionovi přestali věřit i mnozí z předních husitských velitelů. Hlavním cílem samotného Reynevana vydíraného z vícero stran nadále zůstala snaha zachránit družku Juttu uvězněnou v klášteře v durynském Cronschwitzu.
To, kde byla Jutta držena, se slezský mág dozvěděl až díky pomoci židovky Rixy Cartafily de Fonseca, špionky ve službách polského krále Vladislava Jagella. Reynevana doprovázeného Šarlejem, Samsonem a Rixou však při hledání jeho milované předstihl jeho úhlavní nepřítel, vrah jeho bratra a parchant vratislavského biskupa, Birkard Grellenort. Grellenort doprovázený svou kumpanií černých jezdců Reynevanovu družku Juttu zadržel a smrtelně zranil. Vysvobozená dívka pak zemřela v Reinmarově objetí. Zdrcený Reynevan se následně pohroužil do letargie, kterou jen umocnil fakt, že při obléhání Chebu pak zanedlouho padl i jeho přítel Samson Medák.
Reynevan rozhodnutý vstoupit do kláštera zamířil do Slezska a odtud do Malopolska. Tam však byl donucen přidat se ke skupině žoldnéřů, mířící k paulinskému klášteru Jasná Hora v Čenstochové. Když rytíři klášter přepadli, postavil se Reinmar zničení ikony s Madonou Čenstochovskou, což jej málem stálo život. Těžce zraněného Reynevana objevil průvod krakovského biskupa Zbyhněva Olešnického. Po útoku na klášter byl mladý medik jako nepohodlný svědek uvržen do žaláře na hradě Lelově, kde strávil dlouhých pět let. Propuštěn byl teprve za pomoci svého přítele Šarleje a po přímluvě vlivné špionky Rixy. Šarlej se však s Reynevanem záhy rozloučil a vydal se hledat štěstí do daleké Konstantinopole.
Reinmar nevzdávající naději na vítězství kalicha se vrátil k polním vojskům a v řadách radikálů se tak zúčastnil porážky v bitvě u Lipan, z níž uprchl společně s jezdci Jana Čapka ze Sán. Odmítl pak dál pokračovat v boji a rozhodl se pomstít Birkartu Grellenortovi. Grellenorta, kterého vratislavský biskup jmenoval správcem, starostou a vladařem Vratislavi, však nakonec usmrtila dcera jeho bratra Peterlina, Sibyla z Bělavy.
V samém závěru Reinmar opustil Vratislav a odjel za svou sestřenicí a chovatelkou koní Držatou Wirsing na panství Skalka.

## Historické pozadí

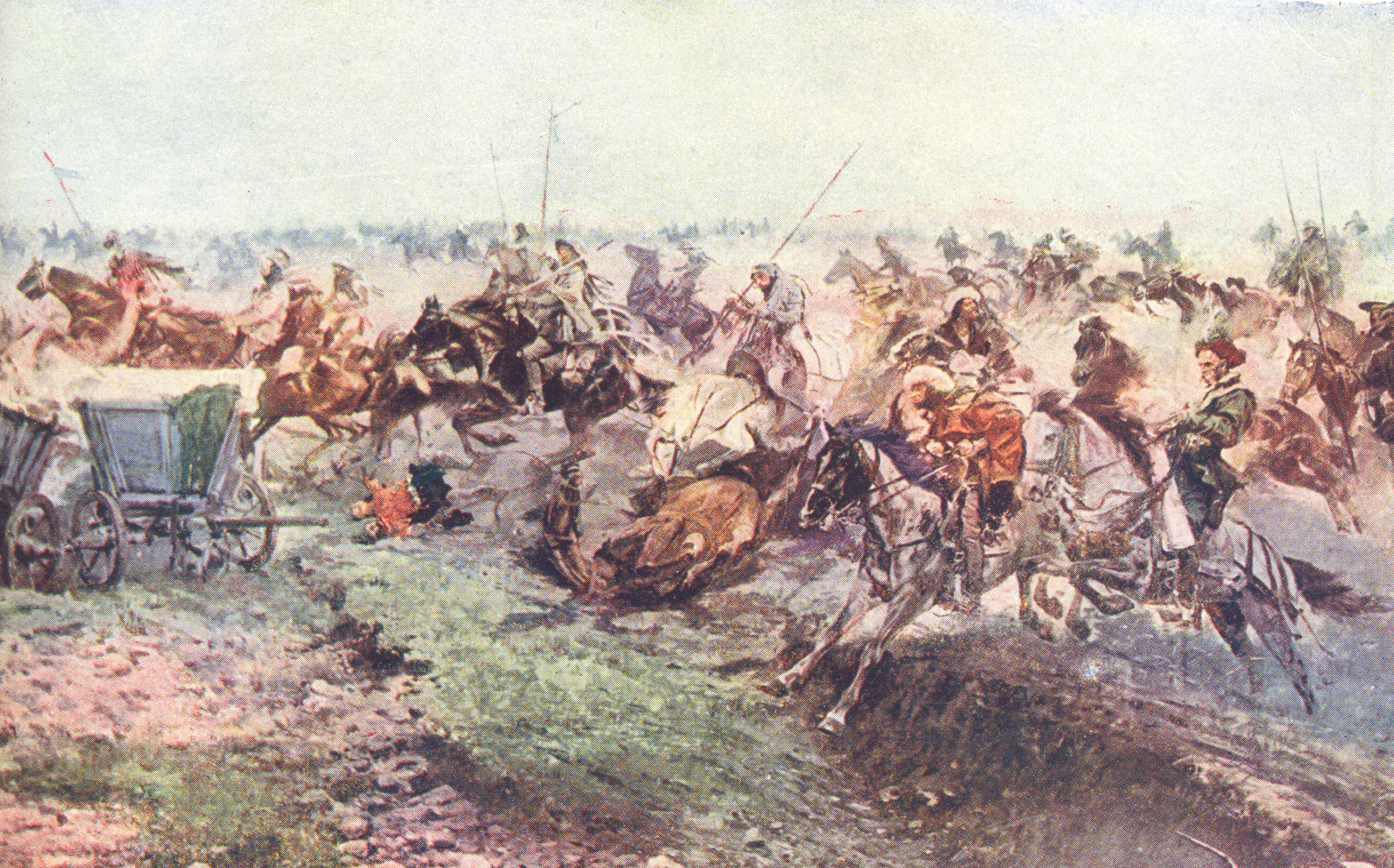
Výjev z Maroldova panoramatu bitvy u Lipan zachycující ústup jízdy Jana Čapka ze Sán

Stejně jako v předchozích dílech se i děj tohoto románu odehrává v době husitských válek a vrcholného období spanilých jízd, konkrétně v letech 1428 až 1434. Množství událostí v knize Boží bojovníci pak autor přebírá ze skutečné historie. V knize je například popsáno tažení husitských vojsk Saskem či bitva u Lipan. Při popisu vyplenění paulinského kláštera v Čenstochové vychází Andrzej Sapkowski z kroniky Jana Długosze.
Ve vedlejších rolích se i ve třetím díle Husitské trilogie objevuje množství skutečných historických postav. Reynevan je opět pronásledován služebníky vratislavského biskupa Konráda, opakovaně se setkává s Prokopem Holým, Bedřichem ze Strážnice, Zikmundem Korybutem nebo s Janem Čapkem ze Sán. Jako vedlejší postavy pak v příběhu vystupují kupříkladu krakovský biskup Zbyhněv Olešnický, filozof Mikuláš Kusánský a mnoho dalších historických osobností.